# Mickey's Adventures in Numberland
Mickey's Adventures in Numberland är ett sidscrollande Musse Pigg-spel till NES.

## Handling
Spelaren skall i rollen som Musse Pigg samla siffror (1-10) och stoppa Svarte Petter från att erövra Numberland. Spelet består av fem nivåer: "Number City", "Number Factory", "Space Center", "Number Museum" och "Pete's Hideout". För att klara en nivå måste spelaren även svara på matematiska frågor.

### Fotnoter
1. ↑  ”Mickey's Adventures in Numberland”. NES DB. Arkiverad från originalet den 8 maj 2014. https://web.archive.org/web/20140508223658/http://www.nesdb.se/game_more.php?id=974&rid=4. Läst 8 maj 2014.